# Сибилла Бургундская (королева Сицилии)
Сибилла Бургундская (фр. Sybille de Bourgogne; 1126—1150) — дочь бургундского герцога Гуго II и его жены Матильды Майеннской, супруга короля Сицилии Рожера II.

## Происхождение
Сибилла была третьей дочерью 13-го герцога Бургундии Гуго II по прозвищу Тихий и его жены Матильды (Фелиции-Матильды) Майеннской. Кроме неё в семье было одиннадцать детей.
По отцовской линии Сибилла была внучкой Эда I Рыжего, деятеля Реконкисты, участвовавшего во взятии Толедо, и при этом обладавшего славой разбойника, и Сибиллы Бургундской. По материнской линии Сибилла приходилась внучкой Готье IV Майеннскому и Алисе де Божанси де Прель.

## Брак
В 1149 году Сибилла вышла замуж за короля Сицилии Рожера II из династии Отвилей. Для Рожера это был второй брак. Он решился на него после четырнадцати лет вдовства и смерти четырёх сыновей от первого брака с Эльвирой Кастильской, обеспокоенный вопросом о престолонаследии.
29 августа 1149 года Сибилла родила сына (видимо, преждевременно), которого назвали Генрих. Умер он в детском возрасте.
Через год Сибилла забеременела ещё раз. Ребёнок родился мёртвым, а мать умерла от осложнений при родах.
Сибилла была похоронена в церкви Святой Троицы Кава-де-Тиррени.

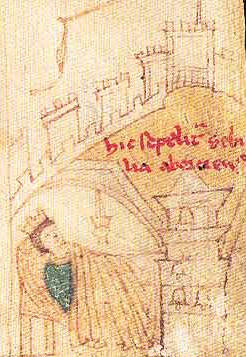
Смерть Сибиллы Бургундской
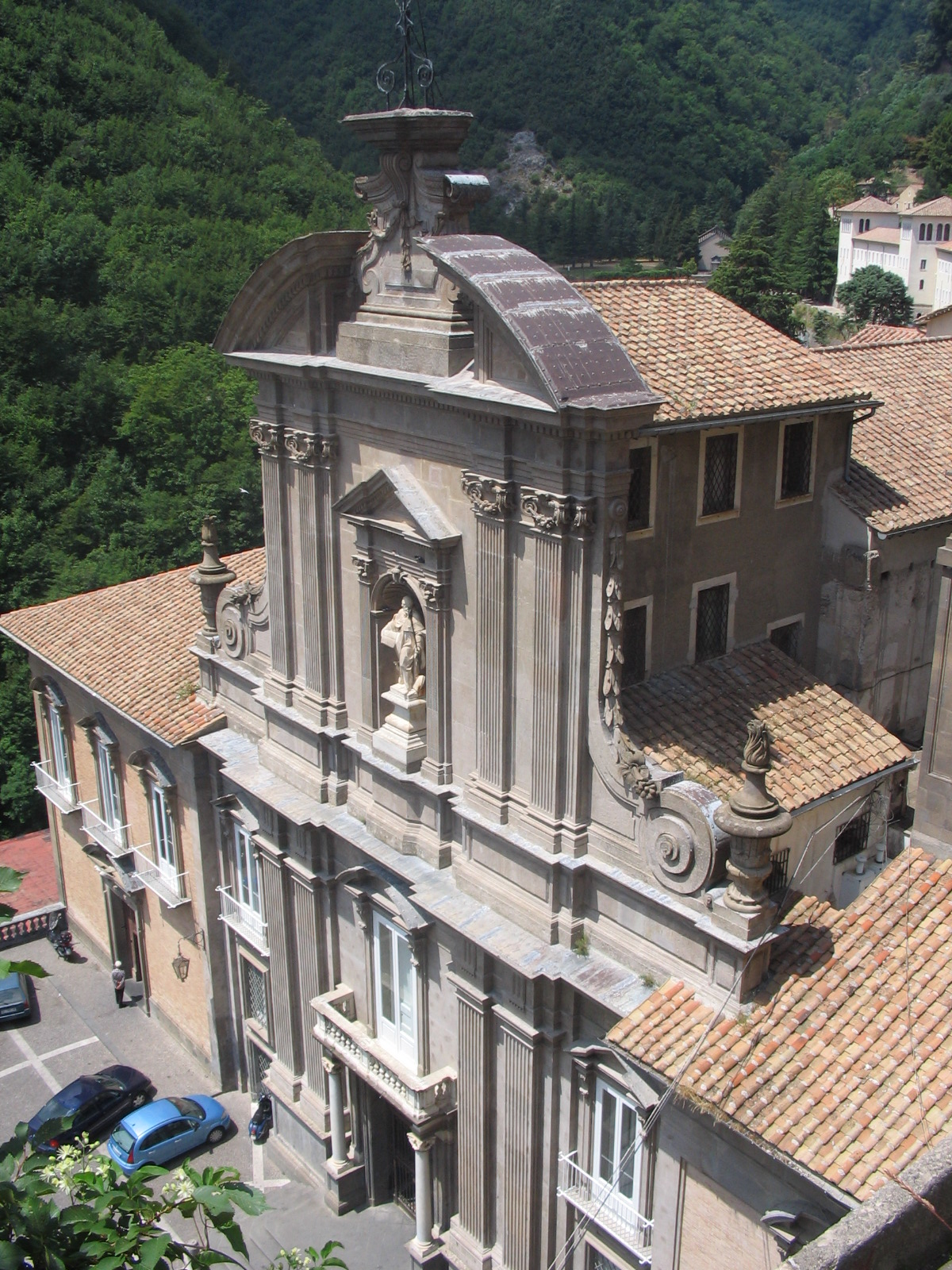
Церковь Святой Троицы, в которой была похоронена Сибилла

Спустя год Рожер II женился в третий раз на Беатрисе Ретельской, которая родила ему дочь Констанцию.